# Apéndices de El Señor de los Anillos
Los apéndices de El Señor de los Anillos son una serie de escritos que aparecen en la citada novela del británico J. R. R. Tolkien y en los cuales se recogen una serie de historias cortas sobre su legendarium, cronologías, genealogías y notas sobre las lenguas ficticias del libro.

## Apéndice A
Bajo el título Anales de los reyes y los gobernantes, comienza redirigiendo al lector hacia el escrito Nota sobre los archivos de la Comarca, situado entre el prólogo y el primer volumen de la novela, para obtener información sobre las fuentes que se han utilizado en la redacción de los apéndices. En dicho escrito, con el objetivo de hacer creer que la historia ocurrió en realidad, Tolkien atribuye la autoría de la novela a dos de los personajes de ésta, Bilbo Bolsón y su sobrino Frodo, que narran las aventuras de El hobbit y El Señor de los Anillos (de las cuales ambos son protagonistas, respectivamente) en el Libro Rojo de la Frontera del Oeste. La otra fuente principal es Historia de los años, escrita a partir de algunos textos del hobbit Meriadoc Brandigamo y donde se encuentra la historia de la Segunda Edad del Sol.
Este apéndice recoge unos anales sobre los gobernantes del legendarium de Tolkien, desde Númenor, pasando por Gondor y Arnor, hasta la casa de Eorl y la casa de Durin. Además de listar dichos gobernantes, narra breves relatos sobre la historia sobre cada casa. Por último, recoge un fragmento de la historia de amor entre Aragorn y Arwen, dos de los personajes que aparecen en El Señor de los Anillos.

### Los reyes númenóreanos
El primer apartado del apéndice A, Los reyes númenóreanos, está subdividido en otros cinco. El primero, bajo el título Númenor, comienza con un breve resumen del Quenta Silmarillion y de la fundación y posterior caída del reino de Númenor. A continuación aparecen listados los 24 reyes que gobernaron a los númenóreanos y pequeñas historias sobre algunos de ellos, haciendo especial hincapié en la de Ar-Pharazôn, el último rey y el que desencadenó la Akallabêth al dejarse influenciar por el maia Sauron. Tras esto, Tolkien cuenta como Elendil y sus hijos escaparon de la isla y llegaron a la Tierra Media, donde fundaron los reinos de Gondor y Arnor y se enfrentaron a Sauron junto a los elfos en la Guerra de la Última Alianza, donde el maia fue vencido.
El segundo apartado de Los reyes númenóreanos se titula Los reinos en exilio y en él se ofrece un listado de los reyes (y senescales en el caso de Gondor) que gobernaron los dos reinos fundados por Elendil y sus hijos. El tercer apartado, Eriador, Arnor y los herederos de Isildur, resume la historia de Arnor y sus gobernantes, desde los ocho reyes que hubo tras Isildur, pasando por los reyes de Arthedain, hasta los capitanes de los dúnedain del Norte.

### La casa de Eorl
El segundo apartado del apéndice A, La casa de Eorl, comienza narrando el origen de los rohirrim, descendientes de los Éothéod, y como en el año 2510 de la Tercera Edad del Sol su por entonces líder, Eorl, acudió en ayuda de Gondor cuando el reino estaba siendo invadido por los orcos y los hombres salvajes venidos del nordeste de la Tierra Media. Tras la victoria y en recompensa por la ayuda prestada, el senescal gondoriano Cirion le cedió las tierras de Calenardhon a Eorl, quien las rebautizó como la Marca de los Jinetes (o Rohan en sindarin oestronizado). A continuación Tolkien retoma la historia de los antepasados de los rohirrim y tras mencionar a Frumgar y a su hijo Fram, cuenta como Léod, el padre de Eorl, falleció intentando domar al mearh Felaróf. Este se sometería después a Eorl y, desde ese momento, los descendientes del caballo servirían a los distintos reyes de Rohan.

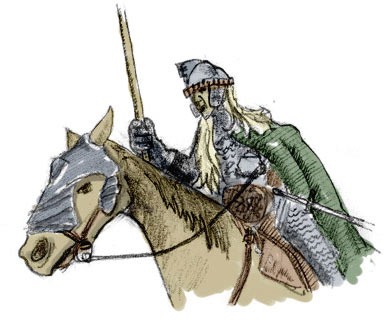
Representación de un caballero rohir a finales de la Tercera Edad del Sol.

Después de esto Tolkien cuenta la historia de Helm, el noveno rey de Rohan.
En un apartado titulado Los reyes de la Marca Tolkien lista a los dieciocho reyes que gobernaron Rohan desde Eorl hasta Éomer, añadiendo al lado de los más importantes un resumen biográfico o acontecimientos destacados que ocurrieron durante su reinado.

### El Pueblo de Durin
El tercer apartado del apéndice A, El Pueblo de Durin muestra el árbol genealógico de la Casa de Durin desde Durin el Inmortal, y narra la historia de los enanos.

## Apéndice B
Titulado La cuenta de los años, el apéndice B recoge una cronología de las Segunda y Tercera Edades del Sol, así como algunos de los acontecimiento más importantes de la Cuarta Edad relacionados con la Compañía del Anillo.

## Apéndice C
Bajo el título Árboles genealógicos, este apéndice recoge los árboles familiares de los cuatro hobbits principales que aparecen en El Señor de los Anillos: el de los Bolsón, el de los Tuk, el de los Brandigamo y el de los Gamyi (en el que también se incluye a parte de la familia Coto por estar relacionadas tras la boda de Samsagaz Gamyi y Rosa Coto). 
El primer árbol de los Bolsón que Tolkien elaboró fue a finales de 1938, cuando comenzó lo que su hijo Christopher llama tercera etapa en La historia de El Señor de los Anillos.

## Apéndice D
Bajo el título de Escritura y ortografía.

## Apéndice E
Bajo el título de Calendario de la Comarca, en este apéndice se cuenta cuando comenzó el calendario de la Comarca, los principales acontecimiento históricos y anuales de los hobbits y la historia de estos.